# グリーゼ229
グリーゼ229（英語: Gliese 229、GJ 229）は、地球からうさぎ座の方角に約19光年の距離にある連星系である。周囲を2つの褐色矮星が伴星として公転していることが知られている。

## 特徴

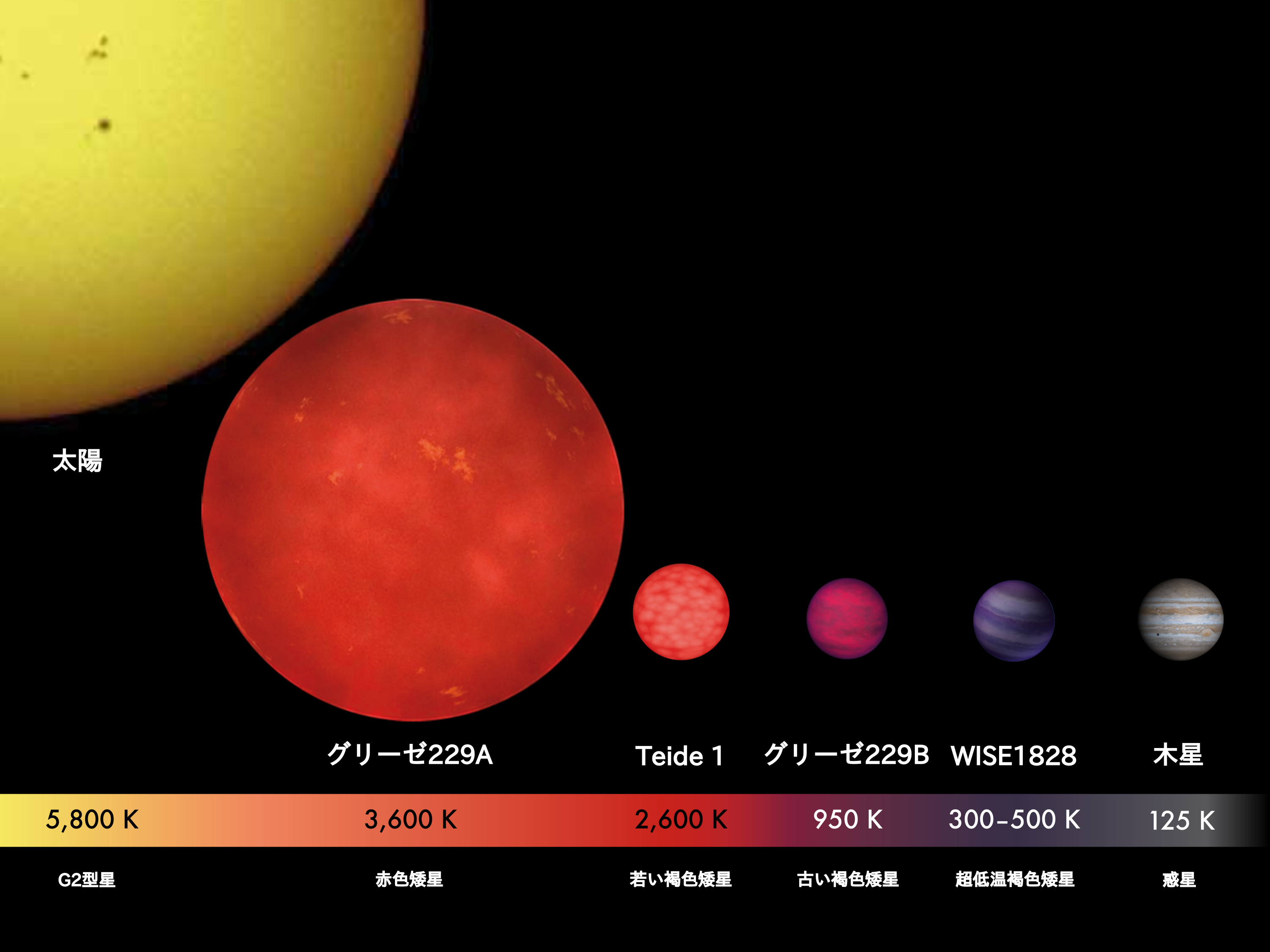
太陽、赤色矮星のグリーゼ229A、単独の褐色矮星であると考えられていた際のグリーゼ229B、木星の大きさの比較

主星の赤色矮星グリーゼ229Aは、質量が太陽の6割弱、半径が太陽の半分、自転速度はとても遅く、およそ 1 km/s と推定される。グリーゼ229Aは、活動の低調な閃光星として知られ、表面での恒星磁場の活動によって不規則に光度が増大する。スペクトルは、カルシウムのH線・K線が輝線として見える。コロナからのX線の放射も検出されている。これらの現象は、磁場が外層大気と相互作用することで生じるとみられる。大規模な恒星黒点の活動は、検出されていない。空間速度は、(U, V, W) = (+12 -11, -12) km/sである。銀河系内の軌道運動は、離心率0.07の円に近い形状で、傾斜角は0.0051radとほぼ銀河面に平行である。
1994年10月にグリーゼ229を公転している亜恒星天体が初めて発見され、1995年に伴星であることが確認され、グリーゼ229Bと呼ばれるようになった。グリーゼ229Bは、Teide 1 と並んで最初に褐色矮星であることが証明された二つの天体の一つである。核で水素の核融合を維持するには小さすぎるので主系列星にはならないが、質量は木星の 72 ± 5 倍と推定されていた。スペクトル中からメタンの兆候が検出されたことから、グリーゼ229BはT型褐色矮星であると考えられ、他にもスペクトルからは大気中に水蒸気や一酸化炭素、アンモニアなどの分子も含まれているとみられている。2020年にはグリーゼ229Bの下限質量が木星の1.62倍であると発表されたが、下限質量の値はその天体の軌道傾斜角に依存するので、これはグリーゼ229Bの軌道傾斜角が13度とかなり小さいことに起因している。2022年には、ヒッパルコス衛星とガイア衛星による5,000個以上の恒星のアストロメトリ（位置天文学）観測のデータ分析が行われ、グリーゼ229系もその対象となった。このアストロメトリ観測により、グリーゼ229Bの詳細な軌道要素が求められ、グリーゼ229Bが主星グリーゼ229Aの周りを離心率が 0.85 という極端な楕円軌道を描きながら約217年の公転周期で公転していると計算された。2025年に公表された研究ではW・M・ケック天文台の近赤外線カメラである NIRC2 を用いたアストロメトリ観測から、離心率は 0.736 に下方修正され、一方で軌道長半径が以前までよりもグリーゼ229Aから離れていると求められたことで公転周期は約349年に上方修正された。
しかしグリーゼ229Bは、観測から算出される質量の割には光度が非常に暗いということが知られており、2021年からは実際には単独の天体ではなく連星である可能性が指摘されていた。そして2024年10月、超大型望遠鏡VLTを利用した観測装置 であるGRAVITY と分光装置 CRIRES+ を用いた高解像度の分光観測や視線速度変化の観測により、グリーゼ229Bが2つの褐色矮星から成る連星であることが確かめられた。質量はそれぞれ木星の約38倍と約33倍であり、質量が大きい方がグリーゼ229Ba、小さい方がグリーゼ229Bbと呼ばれている。半径は共に木星の約8割であり、グリーゼ229Bbのグリーゼ229Baからの軌道長半径は約 0.04 au（約600万 km）しか離れておらず、わずか約12日の公転周期で互いを公転しあっている近接した連星系となっている。また同時期に、すばる望遠鏡による分光観測に基づく研究結果、およびW・M・ケック天文台の近赤外線分光計 NIRSPEC による観測からグリーゼ229Bの視線速度変化を確認した研究結果が公表されており、これらの研究でも独自にグリーゼ229Bが連星系であることが示されている。

## 惑星系
2014年に主星グリーゼ229Aの視線速度の詳細な分析が行われた結果、ケプラー運動を示唆する周期的な変化が発見され、海王星の数倍の大きさを持つ太陽系外惑星グリーゼ229Abによるものと考えられた。その後、2020年に行われた太陽系の近傍にある38個の赤色矮星の観測データの分析の結果、グリーゼ229の周囲を公転する新たな惑星グリーゼ229Acが発見された。グリーゼ229Acは地球の約7.3倍の下限質量を持つスーパーアースに分類され、グリーゼ229Aのハビタブルゾーン内を公転しているが、グリーゼ229Aが閃光星であることから、地球上で考えられるような生命体の存在には厳しい環境となっている可能性がある。
しかし、2025年には恒星活動の影響を考慮するとこれらの惑星の公転周期に対応していると考えられたグリーゼ229Aの視線速度変化の信号はほとんど消失してしまうという研究結果が公表された。そのため、実際にはグリーゼ229Aの視線速度の変化は惑星ではなく、グリーゼ229A固有の特性に由来している可能性があり、以前に発見が主張された2つの惑星は実在しないことが示唆されている。
| 名称 （恒星に近い順） | 質量              | 軌道長半径 （天文単位） | 公転周期 (日)   | 軌道離心率  | 軌道傾斜角 | 半径 |
| --------------------- | ----------------- | ----------------------- | --------------- | ----------- | ---------- | ---- |
| c (疑義あり)          | ≥7.268 ± 1.256 M⊕ | 0.339 ± 0.011           | 121.955 ± 0.161 | 0.19 ± 0.08 | —          | —    |
| b (疑義あり)          | ≥8.478 ± 2.033 M⊕ | 0.898 ± 0.031           | 526.115 ± 4.300 | 0.10 ± 0.06 | —          | —    |